# Ehlhalten
Ehlhalten è una frazione della città tedesca di Eppstein, nel Land dell'Assia.

## Storia
Fu un comune autonomo fino al 1º gennaio 1977; in tale data venne aggregato alla città di Eppstein.

## Amministrazione
Ehlhalten è amministrata da un consiglio di frazione (Ortsbeirat) composto da 9 membri.